# Liri Belishova
Liri Belishova (14 de octubre de 1926-23 de abril de 2018) fue una política albanesa, miembro del Politburó del Partido del Trabajo de Albania y una figura política importante de su país entre 1944 y 1960.

## Biografía
Belishova nació en el pueblo de Belishovë, Mallakastër, era hija del patriota albanés Kamber Belishova, participante en el Congreso de Durrës y la Guerra de Vlora.
Asistió al Instituto Pedagógico Reina Madre en Tirana, junto con Nexhmije Hoxha, Ramize Gjebrea, Fiqrete Shehu y Vito Kapo. Se unió al Movimiento de Liberación Nacional de Albania y perdió un ojo. Durante 1946-47, fue presidenta de la Juventud Popular de Albania (Rinia Popullore). La muerte de su marido, Nako Spiru, en 1946, un supuesto suicidio, provocó su despido de su cargo y fue enviada de Tirana a Berat para enseñar.
Después de que Nako Spiru fuera rehabilitado, como resultado de la división entre Yugoslavia y Albania, en 1948, Belishova también fue rehabilitada y se convirtió en miembro del Politburó del Partido del Trabajo de Albania de 1948 a 1960.Asistió, junto con Ramiz Alia, al instituto marxista-leninista de la Universidad Estatal de Moscú de 1952 a 1954, y durante este período se casó con su segundo marido, Maqo Çomo, quien fue Ministro de Agricultura durante 1954-1960.
En 1960, durante la ruptura albano-soviética, Belishova fue arrestada acusada de ser prosoviética y amiga de Nikita Jrushchov. Ella, su marido Çomo y el antiguo comunista Koço Tashko habían protestado contra la decisión unilateral de Enver Hoxha de adoptar una postura pro-china, advirtiendo sobre las consecuencias de una ruptura con los soviéticos. Fue purgada por traidora y enemiga del Partido y del pueblo.
El 9 de noviembre de 1960, su familia fue trasladada a una granja estatal en el distrito de Gjirokastër, donde ella trabajaba como profesora y su marido como director de la granja. Después de eso, fueron expulsados del Partido e internados en Kuç, cerca de Vlorë, más tarde en Progonat, Zvërnec y Cërrik. En 1991, Belishova regresó a Tirana.

## Familia
Belishova tuvo una hija, Drita Çomo (1958-1981), de su marido, Maqo Çomo. Drita Çomo, poeta, murió de cáncer a los 23 años. Las obras de Drita, en particular Dritë ć vjeni nga humnera (Luz que viene del abismo), se publicaron póstumamente en Albania.